# Ottawa Citizen
L'Ottawa Citizen è un periodico quotidiano canadese in lingua inglese della Postmedia Network di Ottawa, Ontario, Canada.

## Storia
Fondato come The Bytown Packet nel 1845 da William Harris, il giornale fu rinominato Citizen nel 1851. Il motto originale, prima eliminato dalle pagine principali e poi ristabilito, era Fair play and Day-Light.
L'Ottawa Citizen è passato attraverso diversi proprietari. Nel 1846 Harris lo vendette a John Bell e Henry J. Friel. Robert Bell acquistò il giornale nel 1849. Nel 1877, Charles Herbert Mackintosh, l'editore di Bell, divenne editore. Nel 1879 divenne uno dei numerosi giornali di proprietà della famiglia Southam, rimanendoci fino a quando la catena fu acquistata da Conrad Black di Hollinger Inc.. Nel 2000, Black vendette la maggior parte delle sue azioni canadesi, inclusa la nave ammiraglia National Post a CanWest Global.